# دائرة العمارية
دائرة العمارية إحدى دوائر ولاية المدية الجزائرية . عاصمتها هي العمارية وتضم بلديات : 
- العمارية
- أولاد إبراهيم
- بعطة

## التاريخ
وجد آثار عتيقة جدا تدل على قدم وجود الإنسان في العمارية، إذ وجد العديد من الأدوات الحجرية التي كان يستخدمها إنسان ما قبل التاريخ، كالسهام والحراب، مما يدل على أن الإنسان قد أستوطن العمارية ومنذ ما قبل التاريخ، كما وجد أثار للفترة ما قبل الرومانية والفترة الرومانية من قطع نقدية برونزية وتماثيل رومانية، كما كان للعمارية نصيب من الفتح الإسلامي للمنطقة على بد المسلمون العرب، إذ اعتنق أهلها الإسلام جميعا.
لم تسلم العمارية من الاستعمار (الاستدمار) الفرنسي الذي احتل الجزائر في العقد الثالث من القرن التاسع عشر، كان معظم السكان متعلمون يجيدون القراءة والكتابة والحساب وكان الكثير يحفظ القرآن ولكن لما جاء المستعمر الفرنسي طبق سياسة التجهيل والتجويع والإقصاء على سكانها وحاول جاهدا طمس هويتها الإسلامية والعربية، وأول شيء فعله هو أنه غير اسمها من العمارية إلى شامبلا champlain على اسم الجنرال الفرنسي champlain الفترة الاستعمارية نظام إقطاعي أستعبادي يقوم على الاستلاء القسري على جميع الإراضي الفلاحي وطرد الاهالي إلى الجبال والاراضي الوعرة وتجهيلهم واستعمالهم كعمال وعبيد عند المستعمرين، (زرع الفتنة والفرقة بين القبائل ونشر البدع والخرافات وتجهيل المجتمع)، ماقبل الاستعمار، الفترة الوندالية، الفترة الرومانية الثورة التحريرة (بلدية 4000 شهيد)، الأمير عبد القادر،

## الأنشطة الاقتصادية
الفلاحة تكاد تكون النشاط الاقتصادي الوحيد في الدائرة بالإضافة إلى نسبة قليلة جدا من التجارة والتي تختص بتجارة الموشي والتجارة العامة الاستهلاكية لتلبية احتياجات المجتمع، تتربع العمارية على أراضي شاسعة من أجود الأراضي الفلاحية، إذ تتربع على مساحات فلاحبة شاسعة معظمها أراضي منحدرة، تتميز بإنتاجها الوفير من الحبوب (قمح وشعير) وأعلاف وهي عادة زراعة تعتمد على الأمطار، كما يتوفر فيها إنتاج وفير من الفواكه التي لا تعتمد على الري مثل أهمها العنب، اللوز... وبعض الفواكه المسقية مثل التفاح والرمان، السفرجل، وتعتبر تربة البلدية غنية بالمعادن وصالحة للزراعة والتشجير   تتميز المناطق الشمالية للعمارية بأنها على حدود جبال الشريعة الشهيرة (ولاية البليدة).
أهم المحاصيل وتوزيعها، التنظيم الفلاحي (الفلاحين الصغار(التقليديين)، الفلاحين ذوي العتاد، المجموعات والمستثمرات الفلاحية